# 伊斯兰化
伊斯兰化，（阿拉伯语：‎，羅馬化：aslamah）在历史学上通常指一个社区或社会整体向伊斯兰教信仰转变的过程。该词汇在当代的使用则指伊斯兰主义者向一个社会带有强制性的推广其社会及政治形式。
在1940年前，「阿拉伯化」、「穆斯林化」与伊斯兰化几乎表达的是同一个意思，因為在此之前，西方人認定穆斯林就是阿拉伯人。实际上“阿拉伯化”的使用是不准确的，因非阿拉伯穆斯林还包括印度-伊朗语族诸民族和突厥语族、南島民族甚至斯拉夫人（如波士尼亞人和屬保加利亞人一支的波馬克人）和非洲人诸民族。而“穆斯林化”除了“伊斯兰化”的涵義之外，最近被用作一个术语，用以描述新皈依穆斯林的公开化做法，用以加强其本身对新信仰的认同。
当代，若某地人口出现伊斯兰化的趋势后，通常在地名上加上斯坦一词，用以形容，如加拿大的阿尔伯塔省（Alberta）称阿尔伯塔斯坦（Albertastan）。另一个特别的例子是欧拉伯。在中文互联网，这一过程也被称为“绿化”，一些网友在西欧国家的国名后面加上“斯坦”二字，如“德意志斯坦”、“法兰西斯坦”用以调侃阿拉伯之春后欧洲面临的难民危机。

## 历史
（包括非普遍但有相當數量人口改信伊斯蘭教的國家）
- 由犹太教改宗伊斯兰教：希木叶尔
- 由基督新教、東正教、天主教改宗伊斯兰教：叙利亚（大部分人口信奉伊斯蘭教，另有信奉天主教、猶太教、東正教等宗教）、埃及、苏丹、阿尔巴尼亚（半數人口信奉伊斯蘭教，另有信奉天主教、猶太教、東正教等宗教）、科索沃、波斯尼亚（半數人口信奉伊斯蘭教，波黑國內大致上只有波黑穆族信奉伊斯蘭教，而國內的克羅地亞人主要信奉天主教，塞爾維亞人主要信奉東正教）、北馬其頓（約四分之一人口信奉伊斯蘭教，主要為阿爾巴尼亞人社區）、土耳其安納托利亞地區
- 由祆教改宗伊斯兰教：阿富汗、伊朗、伊拉克、阿塞拜疆
- 由佛教、祆教和基督教改宗伊斯兰教：中亚各國、新疆、阿富汗
- 由印度教和佛教改宗伊斯兰教：爪哇、巴基斯坦、孟加拉国、马来西亚、占婆、阿富汗、菲律賓摩洛蘭
- 由騰格里信仰改宗伊斯兰教：喀喇汗国、金帐汗国、伊儿汗国、察合台汗国

### 武力传播伊斯兰教的政权和个人

#### 西亚北非
- 四大正统哈里发
- 阿拉伯倭马亚王朝

#### 中亚
- 古太白·伊本·穆斯林
- 萨曼王朝
- 喀喇汗国
- 東察合台汗国（禿忽魯帖木兒、黑的兒火者）
- 金帳汗國（別兒哥、月即別）

#### 東亞
- 洪福汗國（阿古柏）[2]

#### 南亚
- 穆罕默德·伊本·卡西木
- 加兹尼王朝
- 古尔王朝
- 德里苏丹国
- 蒙兀兒帝國

#### 东南亚
- 淡目华人王国（《三宝垄华人编年史》记载）

## 歐洲
- 科索沃
- 阿爾巴尼亞
- 波斯尼亞
- 伏爾加保加利亞

#### 非洲
- 阿穆尔·本·阿斯
- 欧格白·本·纳菲
- 马里帝国
- 桑海帝国
- 索科托哈里发国

## 现代
- 穆罕默德·齐亚·哈克执政时期对巴基斯坦的伊斯兰化
- 伊朗伊斯兰革命